# Campanha da Tunísia
A Campanha da Tunísia (também conhecida como a Batalha da Tunísia) foi uma série de batalhas que ocorreram na Tunísia durante a Campanha Norte-Africana da Segunda Guerra Mundial, entre o Eixo e as forças Aliadas. Os Aliados consistiram de forças imperiais britânicas, incluindo contingentes da Polônia e da Grécia, com os Americanos e o corpo francês. A batalha começou com o sucesso inicial pelas forças alemãs e italianas, mas a fonte massiva e superioridade numérica dos aliados levou a completa derrota do Eixo. Mais de 230 000 soldados alemães e italianos foram levados como prisioneiros de guerra, incluindo a maior parte do Afrika Korps.

## Antecedentes

### Deserto Ocidental
Os dois primeiros anos da guerra no Norte da África foram caracterizadas pela falta de suprimentos e uma incapacidade de fornecer qualquer tipo de apoio logístico consistente. A costa no Norte da África tem poucos portos naturais e a principal cabeça de abastecimento britânico em Alexandria, no delta do Nilo estava a 2 100 km por estrada do porto principal italiano em Trípoli. Portos menores em Bengasi e Tobruk estão a 1 050 km e 640 km a oeste de Alexandria na única estrada que corre ao longo de um estreito corredor ao longo da costa. Na época, o Mediterrâneo central foi disputado, e porque as marinhas britânica e italiana foram igualadas, suas habilidades para suprir suas guarnições por Alexandria e Tobruk foram limitadas, tanto por ações italianas e britânicas, embora os britânicos também foram capazes de fornecer ao Egito através da rota muito estendida em torno do Cabo da Boa Esperança e no Mar Vermelho.
Os suprimentos limitados conduziu a uma disputa "ida e volta" para a terra ao longo da costa. A ofensiva italiana inicial em 1940, avançou cerca de 97 km da fronteira da Líbia para o Egito, deixaram as suas tropas da linha de frente mais de 1 600 km em linha reta a partir de Trípoli, 600 km de Bengasi e 320 km de Tobruk. Os britânicos, ainda perto de suas bases de abastecimento, rapidamente constituíram suas próprias forças e contra-atacou na Líbia. A linha de frente acabou em El Agheila, a 970 km de Alexandria. Com a chegada do alemão Afrika Korps do Eixo levou a frente para o leste, mas seu avanço, eventualmente, se esgotou em abril de 1941 na fronteira com o Egito à medida que ultrapassou as suas linhas de suprimentos. Em novembro de 1941, os Aliados haviam mais uma vez recuperado a sua força, ajudados por sua linha relativamente curta de suprimentos e lançaram a Operação Crusader, aliviando o cerco de Tobruk e mais uma vez empurrando a linha de frente para El Agheila. No entanto, as suas tropas estavam esgotadas quase imediatamente recuaram de volta para perto de Tobruk e o ataque de Rommel em maio de 1942 empurrou para por todo o caminho de volta para El Alamein, apenas a 160 km de Alexandria.
As coisas mudaram drasticamente em 1942. A essa altura a Marinha Real e a Marinha italiana ainda estavam disputando o Mediterrâneo, mas a retenção britânica de Malta permitiu a Força Aérea Real para interditar uma quantidade crescente de suprimentos italianos no mar. Como grandes quantidades de suprimentos provenientes dos Estados Unidos tornou-se disponível a situação logística cada vez mais girou em favor do VIII Exército de Bernard Montgomery, tornando-se irresistível.
Com o VIII Exército já abastecido, as forças do Eixo foram impulsionadas para o oeste durante a sua fuga do Egito após a Segunda Batalha de El Alamein, em novembro de 1942.

### Operação Tocha
Em julho de 1942 os Aliados concordaram que propostas de operações anfíbias de escala relativamente pequena de desembarque no norte da França durante 1942 (Operação Sledgehammer que era para ser o precursor da Operação Roundup, os principais desembarques em 1943) foram impraticáveis e foram ser adiados. Em vez disso ficou acertado que os desembarques serão feitos para proteger o territórios Vichy no norte da África: Marrocos, Argélia e Tunísia e, em seguida, o leste para tomar as forças do Eixo no deserto ocidental em sua retaguarda. Uma ocupação Aliada de toda a costa Norte Africana abriria o Mediterrâneo para lançar transporte Aliado, assim, a enorme capacidade necessária para manter os fornecimentos ao redor do caminho tortuoso através do Cabo da Boa Esperança.
Devido à proximidade da Sicília para a Tunísia, os Aliados esperavam que o Eixo iria passar a ocupar o país, logo que ouviu falar dos desembarques da Tocha. A fim de evitar isto, seria necessário ocupar a Tunísia tão rapidamente quanto possível após o desembarque fossem feitos. No entanto, havia um limite para o extremo leste dos desembarques da Tocha poderiam ser feitos por causa da crescente proximidade de aeroportos do Eixo na Sicília e na Sardenha, que no final de outubro tinham ajuda de 298 aviões alemães e 574 italianos. Os planos foram, necessariamente, um compromisso e Argel foi escolhida para o desembarque. Isso garantiria o sucesso dos desembarques iniciais, apesar da incerteza quanto à forma como as forças francesas incumbentes iriam reagir. Uma vez Argel foi assegurada, uma pequena força, a Força Tarefa Oriental, seria projetada o mais rápido possível para a Tunísia em uma corrida para ocupar Túnis, distante cerca de 640 km ao longo das estradas pobres em terrenos difíceis durante a estação chuvosa de inverno, antes do Eixo capaz de se organizar. Os Aliados perceberam que uma tentativa de alcançar Bizerta e Túnis por terra antes do Eixo poder se estabelecer representado um jogo que depende da capacidade da marinha e da força aérea para atrasar o Eixo. A Operação Tunísia era para ser, sob a direção geral do quartel general britânico do I Exército do comandado sob o tenente-general Kenneth Anderson.
Em 8 de novembro, a Operação Tocha desembarcou forças Aliadas a oeste da Tunísia, na Argélia (em Orã e Argel) e Marrocos (em Casablanca).

### Defesas naturais da Tunísia

Esboço do mapa da Tunísia durante a campanha de 1942 - 1943.

Muito melhores as possibilidades defensivas que existiam a oeste da Líbia, na Tunísia. A Tunísia é aproximadamente retangular, com o norte e a grande parte da sua fronteira leste é definido pelo Mediterrâneo. A maior parte da fronteira terrestre do oeste com a Argélia é na linha do oeste perto das Montanhas Atlas. Esta parte da fronteira era facilmente defensável com um número limitado de passagens através das duas linhas norte-sul das montanhas. No sul, uma segunda linha de montanhas mais baixas limitam as abordagens em uma abertura estreita, de frente para a Líbia, a leste, entre estes as Montanhas Matmata e a costa. Os franceses já haviam construído com 20 km de largura e 30 km de profundidade série de fortes defensivos conhecidos como Linha Mareth ao longo deste plano, a fim de defender-se contra a invasão italiana da Líbia. Apenas o norte era um terreno favorável para atacar; aqui as Montanhas Atlas param perto da costa leste, deixando uma grande área na costa norte desprotegida.
Geralmente, a Tunísia oferece uma base de operações excelente e facilmente defendida. Linhas defensivas no norte podiam lidar com a aproximação das forças aliadas da Operação Tocha, enquanto a linha Mareth fez o sul formidável. No meio, havia apenas algumas passagens facilmente defendidas através das montanhas Atlas. Melhor ainda, Tunísia ofereceu os dois principais portos de águas profundas em Túnis e Bizerta, apenas algumas centenas de quilômetros de bases de abastecimento dos italianos na Sicília. Suprimentos poderiam ser trazidos à noite, protegendo-os das patrulhas da RAF, ficar durante o dia, e, em seguida, voltar novamente na noite seguinte. Em contraste, da Itália para a Líbia era uma viagem de um dia inteiro, fazendo com que as operações de abastecimento vulneráveis a ataques aéreos durante o dia.
Na visão de Hitler, a Tunísia se podia manter por meses, ou anos, atrapalhando os planos dos Aliados na Europa.

## Corrida para Túnis
Até 10 de novembro as oposições dos desembarques franceses da Tocha tinham cessado, criando um vácuo militar na Tunísia e o tenente-general Anderson imediatamente ordenou o grupo da 36° Brigada de Infantaria, que tinha sido a reserva flutuante para o desembarque em Argel, a leste pelo mar para ocupar os portos de Bugia, Philippeville e Bône e o aeródromo em Djedjelli preliminar para avançar na Tunísia. Equipe de planejamento dos Aliados já haviam descartado um desembarque de ataque, na Tunísia, devido à falta de tropas suficientes e com a ameaça do ar. Como resultado, Anderson precisava obter sua força limitada a leste o mais rápido possível antes que o Eixo pudesse construir uma massa crítica defensiva em Túnis. Os Aliados tinham disponíveis apenas dois grupos de brigada e uma adicional com artilharia para um ataque sobre a Tunísia. No entanto, eles acreditavam que se eles se moviam rapidamente, antes que as forças do Eixo recém-chegadas foram totalmente organizadas, eles ainda seriam capazes de capturar a Tunísia a um custo relativamente baixo.
Autoridades tunisianas estavam indecisas sobre quem apoiar, e não fecharam o acesso aos seus campos de pouso para os dois lados. Já em 9 de novembro houve relatos de 40 aviões alemães chegaram a Túnis e em 10 de novembro o reconhecimento aéreo relatou 100 aviões. Dois dias depois, uma ponte aérea que começou a trazer mais de 15 000 homens e 581 toneladas de suprimentos. Até o final do mês que haviam desembarcado três divisões alemãs, incluindo a 10° Divisão Panzer e duas divisões de infantaria italianas. Em 12 de novembro, Walther Nehring foi atribuído comandante da recém-formada XC Corps, e voou em 17 de novembro.
No entanto, o comandante francês na Tunísia, General Barré estava desconfiado dos italianos e mudou suas tropas para as montanhas e formaram uma linha defensiva de Tebersouk através Majaz al Bab (também conhecida como Medjez el Bab), ordenou que qualquer um que tentar cruzar a linha deverá ser baleado.

### Avanço Aliado
Havia duas estradas para o leste na Tunísia da Argélia. O plano dos Aliados era avançar ao longo das duas estradas e tomar Bizerta e Túnis.
No dia 11 de novembro, a 36° Brigada de Infantaria britânica havia desembarcado sem resistência em Bugia mas as dificuldades de logística em Djedjelli só forram alcançado pela estrada, em 13 de novembro. Aeródromo de Bône foi ocupado após um desembarque de pára-quedistas do 3º Batalhão de pára-quedistas e foi seguido em 12 de novembro pelo 6 Commando aproveitando a porta. Guardas avançadas da 36 Brigada chegou a Tebarka em 15 de novembro e Djebel Abiod em 18 de novembro, onde fez o primeiro contato com as forças de resistência.
Mais ao sul, um batalhão de pára-quedistas dos Estados Unidos em 15 de novembro tinham feito um desembarque sem resistência em Youks-les-Bains, e a captura do aeródromo de lá, e avançaram para tomar o aeródromo em Gafsa em 17 de novembro.

### Resposta do Eixo
No dia 19 de novembro, o comandante alemão, Walther Nehring exigia passagem para suas forças através da ponte em Medjez e foi recusado por Barré. Os alemães atacaram duas vezes e foram expulsos. No entanto, os franceses tiveram pesadas baixas, na falta de blindados e artilharia, foram obrigados a recuar.

### Franceses formalmente do lado dos Aliados
Apesar de algumas forças da França de Vichy, tais como as unidades de Barré, abertamente investiram contra o Eixo na resistência das forças Vichy que geralmente permaneceram incertas. Em 22 de novembro, o Acordo Norte Africano, finalmente, colocou os territórios da França de Vichy da África do Norte no lado aliado, permitindo que as tropas aliadas serem enviadas para a frente do front. A essa altura, o Eixo tinha sido capaz de construir um corpo inteiro, e as forças do Eixo estavam desvantagem com os aliados em quase todos os sentidos.

### Batalha

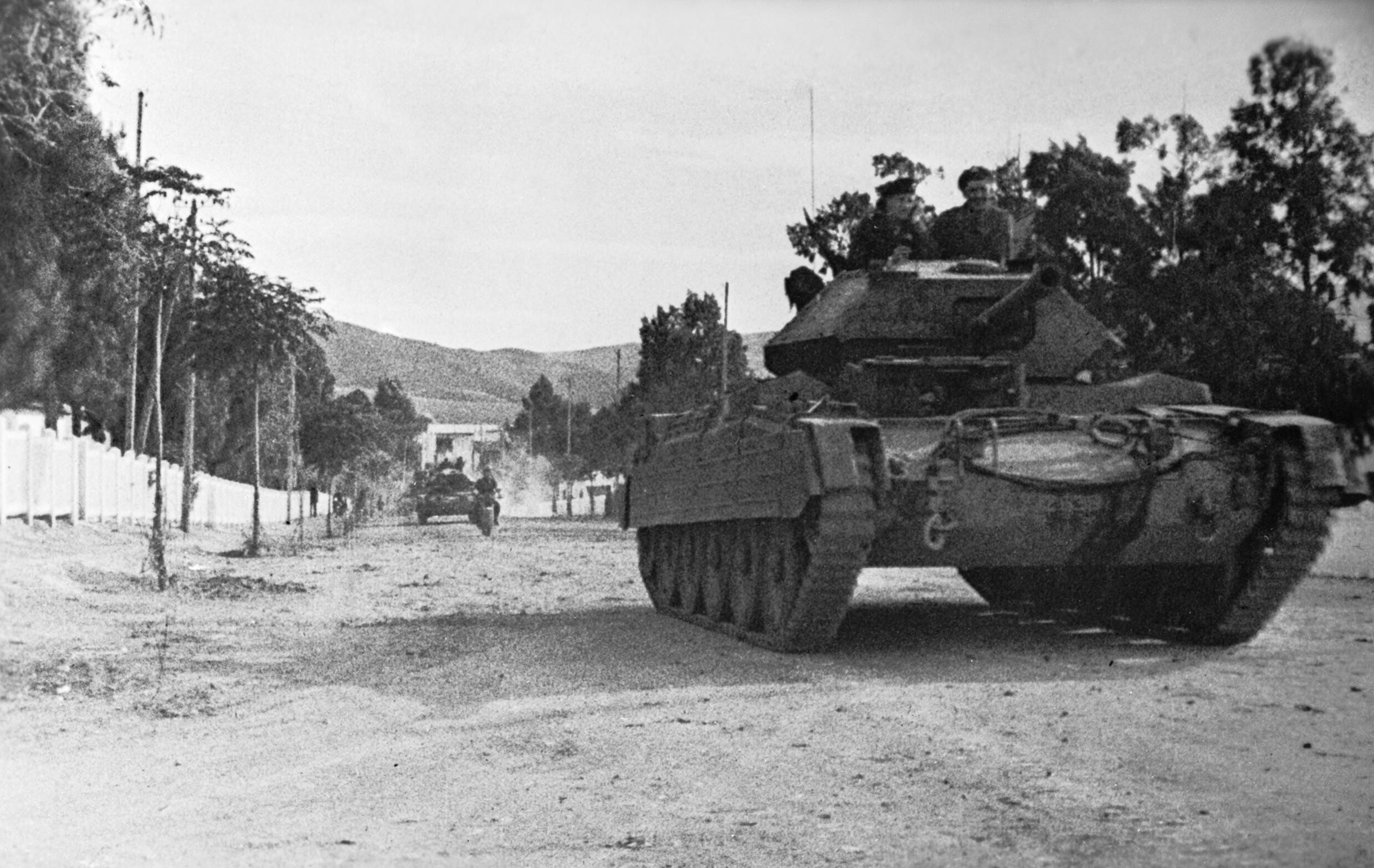
Tanques britânicos Crusader III avançando pela Tunísia, dezembro de 1942.

Dois grupos de brigada Aliadas avançaram para Djebel Abiod e Beja, respectivamente. A Luftwaffe, feliz por ter superioridade aérea local, enquanto os aviões Aliados tiveram que voar a partir de bases relativamente distantes da Argélia, perseguidos por todo o caminho.
Em 17 de novembro, no mesmo dia chegou Nehring, o principal elemento da 36° Brigada na estrada norte encontraram uma força mista de 17 tanques e 400 pára-quedistas com armas motorizadas em Djebel Abiod. Eles eliminaram 11 tanques, mas seu avanço foi interrompido durante o combate em Djebel Abiod que continuou por nove dias.
As duas colunas Aliadas concentraram-se em Djebel Abiod e Beja, preparando-se para um ataque em 24 de novembro. 36° Brigada avançou a partir de Djebel Abiod para Mateur e a 11° Brigada foi descer o vale do rio Merjerda para tomar Majaz al Bab (mostrado em mapas Aliados como Medjez el Bab ou apenas Medjez) e depois para Tebourba, Djedeida e Túnis. Blade Force, um grupo regimental blindado estava atacando em todo país em estradas secundárias no espaço entre as duas brigadas de infantaria para Sidi Nsir e tomando acompanhamentos de ataques contra Terbourba e Djedeida.
O ataque no norte não ocorreu porque a chuva torrencial tinha retardado os preparativos. A 11° Brigada no sul foram interrompidos por uma forte resistência em Medjez. No entanto, a Blade Force atravessou Sidi Nsir e alcançou Chouigui Pass, norte de Terbourba. Em seguida, parte da infiltrada da Blade Force penetrou trás das linhas do Eixo para a base aérea recém-ativada de Djedeida à tarde e destruiu mais de 20 aviões do Eixo. No entanto, sem o apoio de infantaria, eles não estavam em posição de consolidar seus ganhos e recuaram para Chouigui. O ataque da Blade Force pego de surpresa Nehring e ele decidiu recuar para Medjez e fortalecer Djedeida, a apenas 30 km de Túnis.
Ataque atrasado da 36° Brigada fui no dia 26 de novembro, mas foram emboscados com o líder do batalhão levando 149 baixas. Novos ataques foram repelidos das defesas entrelaçadas inteligentemente planejadas. Um pouso de apoio do 1 Commando a 23 km a oeste de Bizerta em 30 de novembro, em uma tentativa de flanquear a posição em Jefna falhou em seu objetivo e a 36° Brigada tinha voltado de 3 de dezembro. A posição permaneceu nas mãos dos alemães até os últimos dias de combates na Tunísia na primavera seguinte.
Início do dia 26 de novembro, os alemães se recuaram, 11° Brigada conseguiu entrar em Medjez sem resistência e no final do dia tinham tomado posições em torno de Tebourba, que também tinham sido dos alemães, e prepararão o avanço em Djedeida. No entanto, em 27 de novembro os alemães atacaram com força a 11° Brigada, para retomar a iniciativa nas primeiras horas de 28 de novembro, atacaram em direção ao aeródromo de Djedeida com a ajuda dos Estados Unidos, mas falhou.
Em 29 de novembro Combat Command B a 1° Divisão Blindada dos Estados Unidos tinham concentrado em frente a um ataque em conjunto com a Blade Force previsto para 2 de dezembro. Foi antecipado por um contra-ataque do Eixo, liderado pelo Major-General Wolfgang Fischer, cuja 10° Divisão Panzer tinha acabado de chegar na Tunísia, Na noite de 2 de dezembro a Blade Force tinha recuado deixando a 11° Brigada e o Combat Command B para lidar com o ataque do Eixo. Ameaçou cortar a 11° Brigada e romper os combates desesperados na retaguarda dos Aliados, mas ao longo de quatro dias de atrasos o avanço do Eixo e permitiu a retirada controlada para um terreno elevado em cada um dos lados do rio a oeste de Terbourba.
A força Aliada inicialmente recuou cerca de 9,7 km para as altas posições de Longstop Hill (Djebel el Ahmera) e Bou Aoukaz em cada um dos lados do rio, mas a preocupação com a vulnerabilidade aos ataques flanqueados levou a mais a oeste, recuando de modo que até o final de 10 de dezembro as unidades Aliadas realizaram uma linha defensiva ao leste de Medjez el Bab. Aqui eles começaram uma formação para outro ataque, e estavam prontos até o final de dezembro de 1942. A continuação mas lenta da formação trouxe níveis de forças dos Aliados até um total de 54 000 britânicos, 73 800 americanos e 7 000 franceses. Uma análise rápida da inteligência mostrou que cerca de 125 000 soldados de combate e 70 000 de serviços, maioria italianos, estavam na frente deles.
O ataque principal começou na tarde de 22 de dezembro. Apesar do apoio aéreo insuficiente, o progresso foi feito até aos cumes mais baixos a 270 m de Longstop Hill que controlava o corredor rio Medjez para Tebourba e daí para Túnis. Após três dias de vai-e-vem de combates, com pouca munição e tropas o Eixo agora com terreno elevado adjacente, a posição de Longstop tornou-se insustentável e os Aliados foram forçados a recuar para Medjez e até 26 de dezembro de 1942, os Aliados tinham recuado para a linha que haviam estabelecido a partir de duas semanas antes, depois de ter sofrido 20.743 baixas.
A corrida dos Aliados para Túnis foi suspensa.

## Mudança no comando francês
Enquanto as batalhas se acalmavam, o faccionalismo entre os franceses novamente entrou em erupção. Em 24 de dezembro François Darlan foi assassinado e Henri Giraud o sucedeu como Alto Comissário. Para a frustração da França Livre, o governo dos Estados Unidos havia mostrado disposição considerável para fazer um acordo com Darlan e os Vichyists. Consequentemente a morte de Darlan apareceu para apresentar uma oportunidade de reunir os franceses na África do Norte e da França Livre de Charles de Gaulle. De Gaulle e Giraud se encontraram no final de janeiro, mas pouco progresso foi feito em conciliar suas diferenças ou os círculos eleitorais que representavam. Não foi até junho de 1943, que o Comitê Francês de Libertação Nacional (CFLN) foi formada sob a presidência conjunta de Giraud e de Gaulle quando de Gaulle rapidamente eclipsou Giraud, que abertamente não gostava de responsabilidade política, mais ou menos voluntariamente a partir de então adiada para o líder da França Livre.

## Impasse, reforço
As coisas foram igualmente perturbadoras para o Eixo. Nehring, considerado pela maioria como um excelente comandante, tinha enfurecido continuamente seus superiores com suas críticas sinceras. Eles decidiram "substituir" ele por meio de uma atualização do comando de um exército o Coronel-General Hans-Jürgen von Arnim chegou a Túnis sem aviso prévio em 8 de dezembro e assumiu o comando do 5º Exército Panzer. O Exército consistia na Divisão de Infantaria von Broich/von Manteuffel composta na região de Bizerta, a 10ª Divisão Panzer no centro antes de Túnis, e a Divisão Superga italiana no flanco sul, mas Hitler, em uma entrevista antes da partida de von Arnim para Túnis, lhe tinha dito que o exército iria crescer para três mecanizadas e três divisões motorizadas. Os Aliados tinham feito grandes esforços para evitar que o Eixo cresce-se, comprometendo as forças do mar e do ar substanciais para a tarefa. No entanto, Túnis e Bizerta estavam apenas a 190 km dos portos e aeroportos do oeste da Sicília, 290 km de Palermo e 480 km de Nápoles, tornando muito difícil para interceptar transportes do Eixo que tiveram o benefício de cobertura aérea substancial. A partir de meados de novembro até janeiro, 243 000 homens e 856 000 toneladas de suprimentos e equipamentos chegaram na Tunísia por mar e ar.
Eisenhower, entretanto, transferiu outras unidades do Marrocos e da Argélia para o leste da Tunísia. No norte, Primeiro Exército Britânico do Tenente-General Kenneth Anderson ao longo dos próximos três meses recebeu mais três divisões, 1ª, 4ª e 46ª, juntando-se aos 6ª blindada e 78ª divisão de infantaria. No final de março, uma segunda sede do British Corps, British IX Corps sob o Tenente-General John Crocker tinha chegado para se juntar ao V Corps no controle do exército expandido. Em seu flanco direito, com base em um período de duas divisões do French corps (French XIX Corps) sob Alphonse Juin estava sendo construída e no sul era uma nova II Corps dos Estados Unidos, para ser comandada por Lloyd Fredendall, eventualmente, consistem a maioria das seis divisões: 1ª, 3ª, 9ª e 34ª de Infantaria e a 1ª e 2ª blindadas. Nesta fase Giraud tinha rejeitado o plano de Eisenhower para que o French corps sob o Primeiro Exército e eles o II Corps dos Estados Unidos por enquanto permaneceram sob comando direto do AFHQ. Igualmente importante, um esforço considerável foi colocado na construção de novos aeroportos e melhorando da prestação de apoio aéreo.
Os Estados Unidos também começaram a construir um complexo de bases logísticas na Argélia e na Tunísia, com o objetivo final de formar uma grande base para a frente em Meknassy, no extremo leste da Cordilheira do Atlas, em excelente posição para cortar o Exército Panzer alemão-italiano no sul e desligar suas linhas de abastecimento para Túnis e isolar o 5º Exército Panzer no norte.

## Kasserine

### prelúdio
Durante a primeira quinzena de janeiro Andersen teve resultados variados manteve a pressão constante por meio de ataques limitados e reconhecimento de força. Von Arnim procurou fazer o mesmo: em 18 de janeiro, ele lançou a Operação Eilbote, um ataque por elementos da 10º Divisão Panzer e a 334º de Infantaria de Pont du Fahs para criar mais espaço na frente da Divisão italiana Superga e evitar qualquer possível tentativa dos Aliados para empurrar a leste da costa de Enfidaville e cortar a linha de comunicação de Rommel. O impulso para o oeste contra a ala direita do British V Corps em Bou Arada teve pouco sucesso, mas mais ao sul o seu ataque contra posições francesas em torno da 'dobradiça' dos dorsais Ocidental e Oriental foi mais bem sucedido, avançando 56 km ao sul de Ousseltia e 40 km sudoeste para Robaa. Os defensores mal equipados resistiram bem mas foram esmagados e o equivalente a sete batalhões de infantaria. Anderson enviou o 36º Brigada para Robaa e a pediu Lloyd Fredendall para enviar Combat Command B da 1ª Divisão Blindada para Ousseltia, tanto para vir sob as ordens de Juin no momento da chegada. Intensos combates duraram até 23 de janeiro, mas o front foi estabilizado.
A evidente falta de coordenação de Eisenhower em ação. Em 21 de janeiro Anderson tinha sido feito responsável pela coordenação de todo o front e em 24 de janeiro de suas responsabilidades foram ampliadas para incluir "o emprego de tropas americanas". Nessa noite Juin concordou para colocar o seu Corps sob Anderson, confirmada por Giraud no dia seguinte. No entanto, o controle ainda provou ser problemático com forças espalhadas por uma área de 320 km do front e os meios de comunicação pobres (Anderson relatou que ele dirigiu mais de 1 600 km em quatro dias, a fim de falar com seu comandante do Corps). É importante ressaltar, no entanto, Eisenhower havia designado um único executivo comandante de apoio aéreo, Brigadeiro-General Laurence S. Kuter, por todo o front no dia 21 de janeiro.
Erwin Rommel, por sua vez, tinha feito planos para as forças em retirada através da Líbia para cavar na frente das fortificações francesas abandonadas da Linha Mareth. Isso deixaria as forças do Eixo no controle das duas entradas naturais na Tunísia, no norte e no sul, apenas com a montanha facilmente defendida passa entre eles. Em janeiro as forças de Rommel foram reorganizadas: os elementos de seu Exército Panzer alemão-italiano nas defesas Mareth foram redesignadas como Primeiro Exército italiano com Giovanni Messe no comando, separadas das unidades (incluindo os restos da Afrika Korps).
Em 23 de janeiro de 1943, o Oitavo Exército tomou Trípoli, através do ponto do exército em retirada através da Líbia que já estava bem no seu caminho para a posição Mareth.
Por esta altura, os elementos do U.S. II Corps cruzaram a Tunísia através das passagens nas montanhas Atlas da Argélia, controlando o interior do triângulo formado pelas montanhas. Sua posição levantou a possibilidade de um impulso para o leste em direção a Sfax no litoral e cortando o Primeiro Exército italiano em Mareth das forças de von Arnim para o norte em torno de Túnis. Rommel não podia permitir isso e formou um plano para atacar antes que isso ocorre-se.

### Batalha de Sidi Bou Zid
Em 30 de janeiro de 1943, o 21º Panzer alemão e três divisões italianas do 5º Exército Panzer de von Arnim encontraram elementos das forças francesas perto de Faïd, a principal passagem do braço leste das montanhas para as planícies costeiras. Fredendall não respondeu ao pedido francês para enviar reforços na forma de tanques da 1ª Divisão Blindada e depois da desesperada resistência, os defensores franceses mal equipados foram invadidos. Vários contra-ataques foram organizados, incluindo um ataque atrasado do Combat Command B da 1ª Divisão Blindada dos Estados Unidos, mas todos eles foram derrotados com facilidade pelas forças de von Arnim, que por esta altura havia criado fortes posições defensivas. Depois de três dias, as forças Aliadas tinham sido forçados a recuar e foram para as planícies do interior para fazer uma nova linha de defesa para a frente na pequena cidade de Sbeitla.
Na Operação Frühlingswind, von Arnim encomendou quatro grupos de combate blindados para o front em 14 de fevereiro na área de Sidi Bou Zid realizada pela 168º Equipe de Combate Regimental da 34ª Divisão de infantaria e da 1ª Divisão Blindada da Combat Command A. Disposto de defensores pobres, com concentrações dispersas de modo que eles não foram capazes de apoiar-se mutuamente. Até 15 de fevereiro CCA foi severamente danificada deixando as unidades de infantaria isoladas nos topos dos morros. Combat Command C foi ordenada em todo país para ajudar Sidi Bou Zid mas foi repelida com grandes perdas. Na noite de 15 de fevereiro três dos agrupamentos tácticos do Eixo foram capazes de ir em direção Sbeitla, a 32 km a noroeste. Deixando de lado os restos da CCA e CCC, os agrupamentos tácticos foram confrontados pelo Combat Command B no front de Sbeitla. Com a ajuda de apoio aéreo CCB foi ajuda no decorrer do dia. No entanto, o apoio aéreo não poderia ser sustentada e os defensores de Sbeitla foram obrigados a recuar e a cidade estava vazia ao meio-dia em 17 de fevereiro.
Ao sul, na Operação Morgenluft, Primeiro Exército italiano de agrupamento táctico composta dos restos da Afrika Korps sob Karl Bülowius tinha avançado para Gafsa ao anoitecer de 15 de fevereiro para encontrar a cidade deserta, parte de uma retirada para encurtar o front Aliado a facilitar uma reorganização envolvendo a retirada dos franceses do XIX Corps, a fim de re-equipar. US II Corps recuaram para a linha de Dernaia-Kasserine-Gap-Sbiba com o XIX Corps em seu flanco esquerdo na desocupação do Dorsal Oriental para se conformar com eles. Na tarde de 17 de fevereiro as tropas de Rommel haviam ocupado Fériana e Thélepte (cerca de 24 km ao sudoeste de Kasserine) forçando a evacuação na manhã de 18 de Fevereiro do aeroporto de Thélepte, a principal base aérea no setor Sul do Primeiro Exército Britânico.

### Batalha do Passo Kasserine

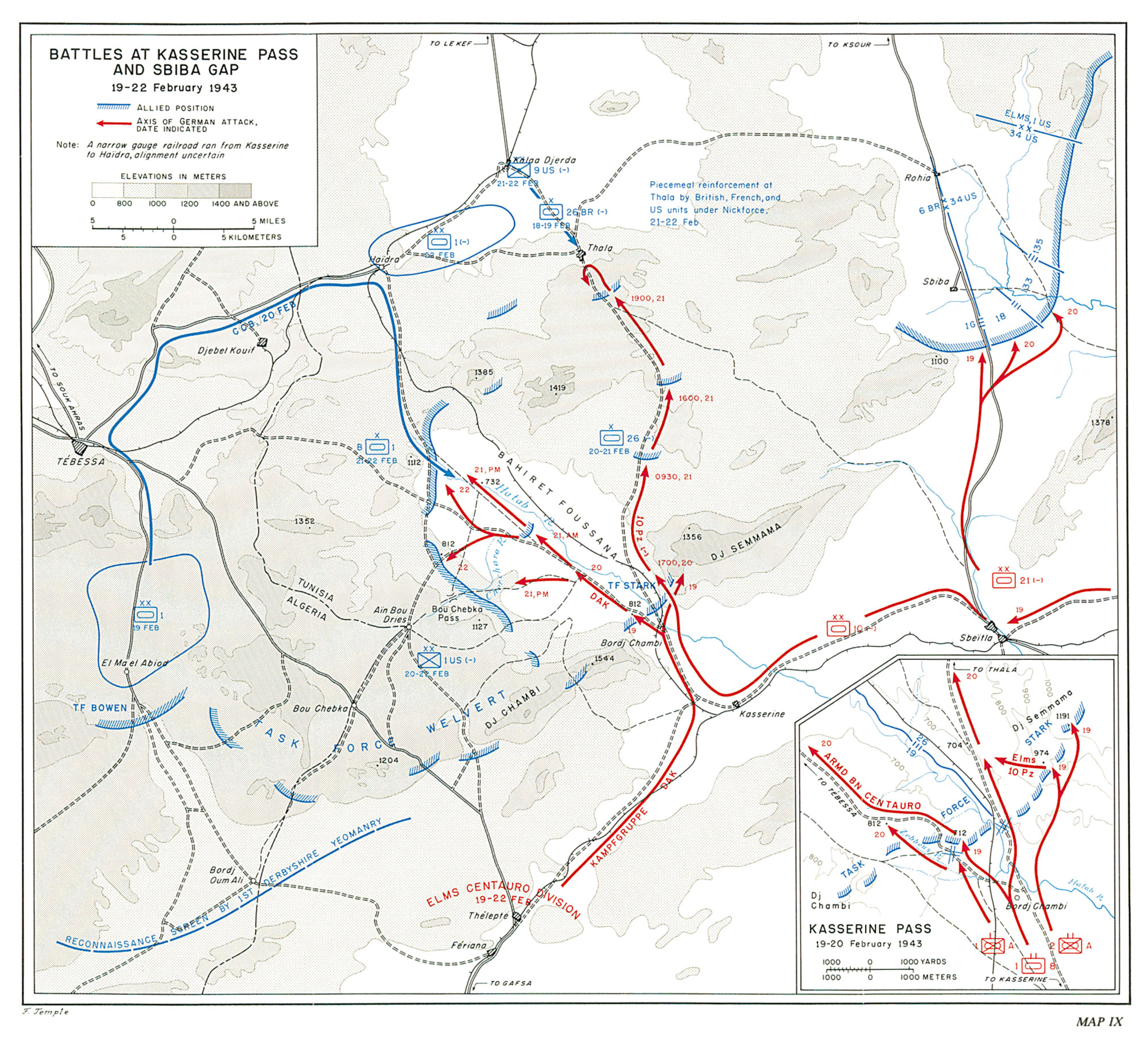
Batalhas pelo Passo Kasserine e Sbiba Gap, fevereiro de 1943.

Depois de uma discussão mais aprofundada o Comando Supremo emitiu ordens em 19 de fevereiro para Rommel para atacar através da Kasserine e Sbiba e passar para Thala e Le Kef para ameaçar o flanco do Primeiro Exército. A proposta original de Rommel foi para um ataque limitado, mas concentrado através de Kasserine para enfrentar resistência do II Corps em Tébessa e obter suprimentos vitais dos depósitos dos Estados Unidos. Embora deveria ter as 10º e 21º divisões de Panzer transferidas para o seu comando, Rommel estava preocupado que o novo plano seria diluir a concentração de força e expor seus flancos a ameaça.
Em 19 fevereiro de 1943, Rommel tendo agora sido dado o controle formal dos 10º e 21º divisões de Panzer, os agrupamentos tácticos da Afrika Korps, bem como as forças do general Messe sobre as defesas da Mareth (agora renomeada Primeiro Exército italiano), lançou o que se tornaria a batalha de Kasserine Pass. Com a esperança de ter os defensores inexperientes de surpresa ele mandou a divisão brindada leve do 3º Batalhão de Reconhecimento. Stark Force do coronel Alexander Stark, um grupo de brigada composta por unidades americanas e francesas, foi o responsável pela defesa da passeagem. Ele não teve tempo para organizar corretamente, mas era capaz de dirigir o fogo de artilharia pesada a partir da altura circundantes, que trouxe principais unidades mecanizadas do agrupamento táctico da Afrika Korps para um impasse. Antes que eles pudessem continuar a infantaria tinha de ser enviada para dentro do terreno elevado para procurar e eliminar a ameaça de artilharia.
Enquanto isso, um agrupamento táctico sob Hans-Georg Hildebrand, incluindo tanques da 21º Panzer estavam avançando para o norte de Sbeitla em direção à Sbiba Gap. Na frente das colinas a leste de Sbiba eles foram para um impasse com a 1ª Guarda de Brigada e 18º Equipe de Combate Regimental, que tinha domínio forte e apoio de artilharia antitanque e foram acompanhados por dois regimentos de infantaria da 34° Divisão de Infantaria dos Estados Unidos.

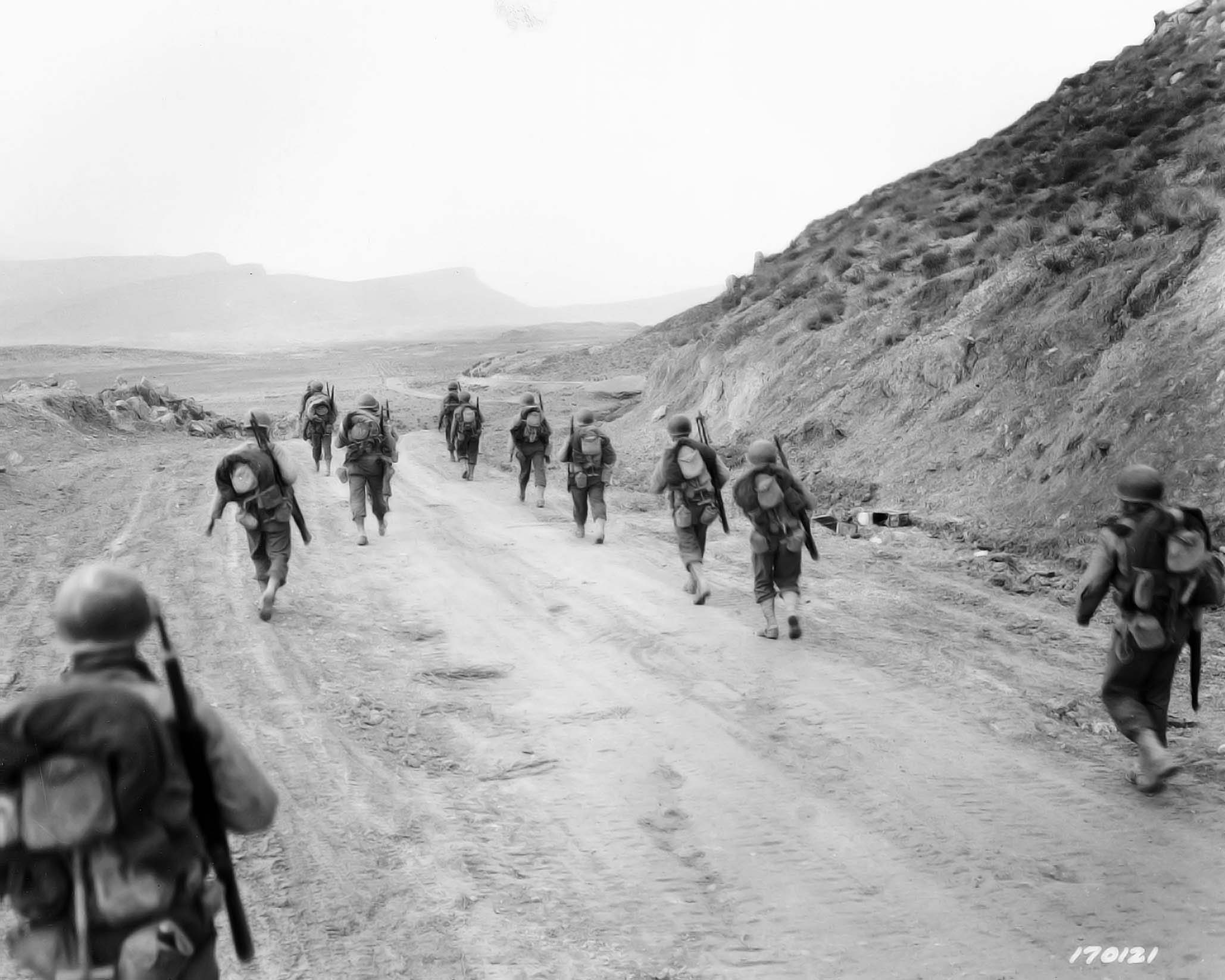
Forças americanas avançando pelo Passo Kasserine.

Na manhã de 20 de fevereiro a amarga luta corpo-a-corpo nas colinas acima de Kasserine prosseguia enquanto o agrupamento táctico da Afrika Corps, por esta altura acompanhado por um batalhão do 131ª Divisão Blindada Centauro e mais artilharia, preparada para um ataque através na passagem, uma vez que tinha sido acompanhada por um agrupamento táctico da 10ª Divisão Panzer vindo de Sbeitla. O ataque da manhã fez progressos lentos, mas a intensa pressão aplicada durante o renovado ataque naquela tarde provocou um colapso das defesas Aliadas.
Através do Passo Kasserine, na tarde de 20 de fevereiro, unidades da Divisão Centauro foram para o oeste em direção a Tébessa, encontrando pouca ou nenhuma resistência. Depois deles veio o agrupamento táctico da 10ª Panzer de von Broich que bifurcada à direita para a estrada de Thala, onde foram retardados por um grupo armado regimental da 26ª Brigada Blindada (Gore Force). Seus tanques desarmados, Gore Force sustentada pesadas perdas, mas o tempo para Nick Force, uma força composta de britânicos da 6ª Divisão Blindada, em torno de 26ª Brigada Blindada com infantaria e artilharia adicional (que Anderson tinha encomendado no dia anterior para deixar a área de Kesra para reforçar as defesas de Thala) para preparar as posições defensivas mais acima na estrada. Enquanto isso Fredendall tinha enviado a CCB da 1ª Divisão Blindada para enfrentar a ameaça em Tébessa.
Às 13h00 de 21 de fevereiro o agrupamento táctico de von Broich estava em contato com a 26ª Brigada Blindada na estrada para Thala e fazendo um progresso lento. Rommel assumiu o controle direto do ataque e forçou as defesas ate às 16h00. No entanto, 26° Grupo de Brigada foram capazes de recuar de modo razoável para a próxima linha final, de defesa no front de Thala. A luta nesta posição começou às 19h00 e continuou durante três horas e nenhum dos lado foi capaz de ganhar uma vantagem decisiva. Nick Force tinha tomado uma surra pesada e não esperava que seria capaz de aguentar o dia seguinte. No entanto, durante a noite, mais 48 peças de artilharia da 9ª Divisão de Infantaria dos Estados Unidos chegaram depois de uma viagem de 1 300 km do Marrocos, em estradas precárias e com mau tempo. Na manhã de 22 de fevereiro, Von Broich se preparava para lançar seu ataque, seu front foi atingido por um pesado fogo de artilharia. Surpreendentemente, Rommel disse a Von Broich se reagrupar e assumir uma postura defensiva, para entregar a iniciativa.
Enquanto isso, o agrupamento táctico da 21ª Panzer em Sbiba estava fazendo nenhum progresso. Dois batalhões de soldados Bersaglieri experientes são registrados pelo 23° Regimento de Campo, Artilharia Real como tendo feito um contra-ataque do dia através de Ousseltia Plain, que foi repelido.

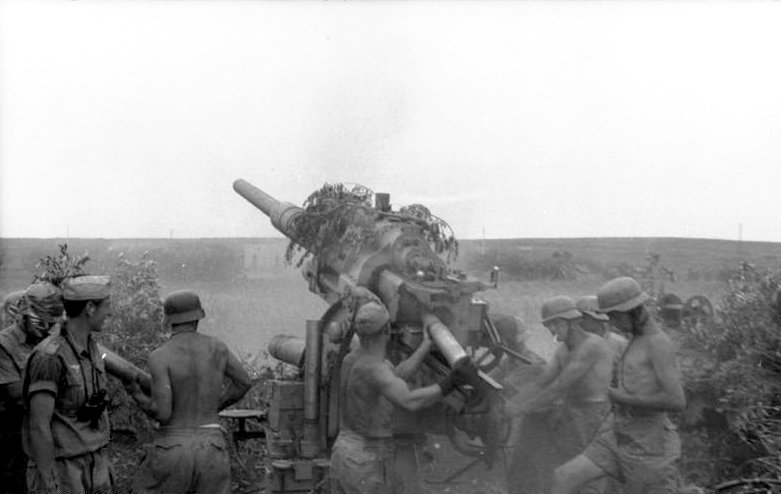
Artilharia de campo alemã disparando contra as tropas Aliadas.

Mais ao sul, o agrupamento táctico da Afrika Korps na estrada para Tébessa tinha sido interrompida em 21 de fevereiro pela divisão blindada do CCB e artilharia nas encostas de Djebel Hamra. Uma tentativa de flanquear-los durante a noite de 21 de fevereiro tinha falhado que resultou em mortes pesadas do Eixo no dia 22 de fevereiro. Um outro ataque na manha de 23 de fevereiro e forram novamente derrotados.
Em uma reunião desanimada no dia 22 de fevereiro com Kesselring, Rommel argumentou que diante um enrijecimento das defesas e as notícias de que os elementos principais do Oitavo Exército tinham finalmente chegado em Medenine, a poucos quilômetros da Linha Mareth, ele deveria chamar o ataque e recuar para apoiar as defesas de Mareth, esperando que o ataque de Kasserine havia causado danos suficientes para dissuadir qualquer ação ofensiva do oeste em um futuro imediato. Kesselring estava ansioso para uma ofensiva para continuar, mas finalmente concordou que a noite o Comando Supremo formalmente terminava a operação. As forças do Eixo do Kasserine chegaram à linha Mareth em 25 de fevereiro.

### Consequências
Ação então abatidas por um tempo, e ambos os lados estudaram os resultados das últimas batalhas. Rommel ficou convencido de que as forças americanas representavam pouca ameaça, enquanto as tropas britânicas e da Commonwealth eram seus equivalente. Ele manteve esta opinião por muito tempo, e seria muito caro. Os Estados Unidos também estudaram a batalha, e ajudaram vários altos comandantes, enquanto a emissão de várias publicações de "lições aprendidas" para melhorar o desempenho no futuro. O mais importante, em 6 de março de 1943 o comando do U.S. II Corps passou de Fredendall para George S. Patton, com Omar Bradley como assistente Comandante do Corps. Comandantes foram lembrados de que grandes unidades devem ser mantidas concentradas para garantir uma massa no campo de batalha, ao invés de muito dispersas como Fredendall havia implantado. Isto teve como efeito colateral intenção de melhorar o controle de fogo da já forte artilharia dos Estados Unidos. Fechamento do apoio aéreo também foi fraco (embora tivesse sido prejudicada pelas condições climáticas geralmente más), e enquanto as melhorias foram feitas, uma solução verdadeiramente satisfatória não se chegou após até a Batalha da Normandia.

## Reorganização dos comandos Aliados e do Eixo
Na Conferência de Casablanca foi decidido nomear o General Sir Harold Alexander como vice-comandante-em-chefe das forças Aliadas na África do Norte francês. Este entrou em vigor em 20 de fevereiro e, ao mesmo tempo, para melhor coordenar as atividades de seus dois exércitos na Tunísia, Eisenhower no AFHQ trouxe o Primeiro e o Oitavo Exércitos, sob uma nova sede, 18° Grupo Exército, que Alexander foi de comando. Pouco depois de assumir a nova indicação Alexander relatou para Londres: 
...Estou francamente chocado com toda a situação, como eu encontrei...A real culpa tem sido a falta de direção de cima [do] início do resultando e em qualquer política e nenhum plano.
 Ele era crítico de Anderson, embora este foi posteriormente sentiu-se um pouco injusto. Uma vez que ele tinha sido dado o controle de todo o front no final de janeiro Anderson havia reorganizado o front em setores nacionais consolidadas e criou reservas com as quais recuperou a iniciativa - exatamente as mesmas prioridades articuladas nas ordens de Alexander datado de 20 de fevereiro. Em 21 de fevereiro Alexander declarou seu objetivo de destruir todas as forças inimigas na Tunísia. Ele iria conseguir este primeiro avanço com o Oitavo Exército do norte o Exército do Gabès enquanto o Primeiro Exército montado atacaria para retirar as reservas que seriam usadas contra o Oitavo. Em seguida, os dois exércitos se encontraram na obtenção de aeroportos a partir do qual o crescente domínio do poder aéreo Aliado poderiam ser lançados. Finalmente forças, terra, mar e ar coordenadas dos Aliados atingiria o apsi da rodada contra as forças do Eixo na Tunísia. Ele pretendia alcançar este objetivo até 30 de abril para cumprir o calendário estabelecido na Conferência de Casablanca para permitir que a planejada invasão da Sicília, ser lançada durante o tempo favorável de agosto.
A Conferência de Casablanca tinha também concordaram uma reorganização de longo alcance das forças aéreas no Mediterrâneo para criar uma maior integração. Isso foi implementado durante o próximo mês. Marechal Sir Arthur Tedder foi feito comandante do Comando Aéreo do Mediterrâneo, responsável por toda a atividade aérea Aliada no Mediterrâneo e o Major-General Carl Andrew Spaatz assumi o comando das Forças Aéreas da África do Noroeste sob Tedder com a responsabilidade de todas as operações aéreas na Tunísia. Até 23 de fevereiro o Marechal Sir Arthur Coningham tinha sucedido Kuter no Comando do Apoio Aéreo Aliado que havia se tornado a Força Aérea Tática do Noroeste Africano, que faz parte do comando de Spaatz, com a Força Aérea do Deserto, que tinha vindo apoiar o Oitavo Exército, sob seu controle operacional. Coningham ficou surpreso ao descobrir que os acordos na Tunísia foram os mesmos que existiam no deserto ocidental em 1941, quando ele tinha o comando da Força Aérea do Deserto que assumiu pela primeira vez. Estranhamente, as lições suadas da Campanha do Deserto, tanto operacional e administrativa, não haviam sido integrados no planejamento para a Tocha e isso teve um impacto significativo sobre a capacidade aérea, já no tempo limitado pela escassez de números e problemas de logística, dar apoio tático às forças terrestres durante a Corrida para Túnis. Ele imediatamente começou a integrar os comandos operacionais britânicos e americanos e treiná-los em novas políticas operacionais.
O Eixo decidiu também criar um comando combinado para os dois exércitos. Hitler e os generais alemães acreditavam que von Arnim deve assumir o comando, mas Kesselring defendeu Rommel, que foi nomeado para comandar a nova África do Grupo do Exército em 23 de fevereiro.

## Front Sul em torno de Marethd

### Operação Capri
Oitavo Exército tinha vindo consolidar o front das defesas de Mareth desde 17 de fevereiro e lançou as sondas para o oeste no dia 26. Em 6 de março de 1943 três divisões blindadas alemãs, duas divisões leves, e nove divisões italianas, lançaram a Operação Capri, um ataque ao Sul na direção de Medenine, no extremo norte dos pontos de apoio britânicos. Fogo de artilharia britânica era intenso, batendo o ataque do Eixo e destruindo 55 tanques do Eixo.
Com a falha da Operação Capri, Rommel decidiu que a única maneira de salvar seus exércitos seria a retirada. Ele, portanto, deixou a Tunísia em 9 de março para ver Hitler em seu quartel-general na Ucrânia para tentar convencê-lo a abandonar a Tunísia e retornar com os exércitos do Eixo para a Europa. Hitler se recusou, e Rommel foi posto, em sigilo absoluto, em licença médica. Von Arnim assumi o comando do Grupo do Exército da África.

### Operação Pugilist
Montgomery lançou seu ataque principal, Operação Pugilist contra a Linha Mareth na noite de 19 de março/20 de março de 1943. Elementos da 50ª Divisão de Infantaria britânica penetrou na linha e estabeleceu uma ponte a oeste de Zarat em 20 de março/21 de março, mas um contra-ataque determinada pela 15ª Divisão Panzer destruiu e estabeleceu a linha mais uma vez durante 22 de março.
Em 26 de março, General Horrocks do X Corps dirigio ao redor de Matmata Hills, capturou Tebaga Gap e a cidade de El Hamma no extremo norte da linha (Operação Supercharge II). Este movimento de flanco feito na maior parte da Linha Mareth era indefensável. No dia seguinte, as unidades alemãs e italianas conseguiram parar o avanço de Horrock com as armas antitanque bem-colocadas, em uma tentativa de ganhar tempo para uma retirada estratégica. Dentro de 48 horas os defensores da Linha Mareth marcharam 60 km a noroeste e estabeleceu novas posições defensivas em Wadi Akarit perto de Gabès.

## Gabès
Até este ponto a recém-reorganizada U.S. II Corps tinha começado a passar de novo, e estavam em posição para trás das linhas do Eixo. A 10ª Panzer foi encarregada de empurrá-los de volta para o interior, e as duas forças se encontraram na Batalha de El Guettar em 23 de março. No início, a batalha foi tanta pois tinham combates anteriores, com os tanques alemães enrolavam as principais unidades das forças dos Estados Unidos. No entanto, eles logo ficaram em um campo minado dos Estados Unidos, e imediatamente as unidades de artilharia e antitanque dos Estados Unidos abriram fogo. A 10ª perdeu 30 tanques durante um curto período, e recuaram para fora do campo minado. Um segundo ataque formou-se no final da tarde, desta vez apoiados por infantaria, mas este ataque também foi derrotado e a 10ª voltou a Gabès.
Os Estados Unidos não conseguiu tirar proveito do fracasso alemão, no entanto, passaram várias semanas frustrantes tentando empurrar a infantaria italiana para fora das duas colinas estratégicas na estrada para Gabès. Grandes tentativas repetidas fariam progresso, apenas para ser empurrado para trás por pequenas unidades da 10ª ou 21ª Panzer que se conduzem até a estrada de Gabès em uma hora ou assim. Melhor apoio aéreo teria feito esta "defesa móvel" difícil, mas a coordenação entre o ar e as forças terrestres permaneceu um problema sério para os Aliados.
Tanto o Oitavo Exército e o U.S. II Corps continuaram seus ataques durante a próxima semana, e eventualmente o 8º quebrou as linhas e o Eixo foi forçado a abandonar Gabès e recuar para se juntar ao Quinto Exército Panzer para o norte. Fuzileiros navais italianos, bem engajados em Wadi Akarit e abundantemente fornecidos com armas automáticas e granadas, lutaram bem, mas os atacantes britânicos avançaram, apesar de baixas entre os 6° Green Howards tinham sido graves; 2 oficiais superiores, 6 sênior NCO e oficiais subalternos e 118 outros graduados mortos.
"Quando éramos de cerca de dez metros de distância, que tinha alcançado o topo da trincheira e matou um dos sobreviventes," lembrou Bill Cheall, que tinha acabado de ver o seu líder de seção abatido por um italiano. "Não era hora para afundar, nós estávamos intoxicados com raiva e tivemos que matá-los para pagar nosso amigo caído."
As colinas em frente das forças dos Estados Unidos foram agora abandonadas, o que lhes permite juntar as forças britânicas em Gabès mais tarde naquele dia. A 2ª Divisão da Nova Zelândia e a 1ª Divisão Blindada perseguiram os alemães em retirada por 225 km ao norte em fortes posições defensivas nas colinas a oeste de Enfidaville. Deste ponto em diante a batalha se tornou um atrito.

## Setor Norte fevereiro a abril de 1943
Em 26 de Fevereiro von Arnim, na crença equivocada de que as batalhas de Kasserine obrigou os aliados a enfraquecer a sua linha no Norte da Tunísia para reforçar o Sul, lançou (com a aprovação de Kesselring, mas sem consultar Rommel) Operação Ochsenkopf, um ataque contra o V Corps através de um amplo front e comandado pelo General Weber. Os principais ataques eram de Weber Corps (em homenagem a seu general comandante), que incluiu a 334ª Divisão de Infantaria, recém chegados elementos da Divisão de Hermann Göring e os elementos da 10ª Divisão Panzer que não foram envolvidos na Operação Frűhlingswind. A força de Weber era avançar em três grupos: um se movendo para o oeste para Medjez el Bab; a segunda, ao norte do primeiro grupo, avançando para o sul a oeste na rota de Mateur a Béja (que era cerca de 40 km a oeste de Medjez); e o terceiro grupo pressionando a oeste cerca de 40 km ao sul de Medjez. O flanco norte do corps de Weber era para ser protegido pela Divisão de von Manteuffel avançando para oeste e forçando os Aliados para fora de suas posições avançadas posicionadas em "Green Hill" e na Estação Axis-held Jefna.
Na luta feroz ao ataque de Medjez foi derrotado pela 78ª Divisão, mas a sul alguns ganhos táticos foram feitos antes que o avanço fosse interrompido. No avanço ao norte foi feito para Béja, mas, na luta que durou até 5 de março e em condições climáticas terríveis, o ataque foi anulado em Hunt's Gap (cerca de 24 km a nordeste de Béja) pela 46ª e a 128ª Divisão de Brigada de Infantaria com artilharia substancial e dois esquadrões de tanques do North Irish Horse, sob o comando. Ao longo de vários dias de intensos combates.
O ataque de von Arnim no norte pela Divisão Manteuffel fez um bom progresso através dos French-held, colinas levemente defendidas entre Cap Serrat e a cidade ferroviária de Sedjenane. Dispendiosos contra-ataques em 27 de fevereiro e 2 de março pelo elementos da 46ª Divisão e a 139ª Brigada de Infantaria e unidades anexadas (nº 1 Commando e artilharia de apoio) atrasou o avanço do Eixo. No entanto, Sedjenane foi capturada em 4 de março e a 139ª Brigada foi sendo empurrada lentamente para trás ao longo das próximas três semanas cerca de 24 km em direção a Djebel Abiod. Von Arnim abandonou seus ataques no centro e ao sul do front, mas retiradas de batalhões franceses na área de Medjez para se juntar a XIX Corps lhe permitiu ocupar, com pouca resistência, o terreno elevado que domina a cidade, que foi deixada em uma perigosa saliência.
Em 25 de março Alexander deu ordens para recuperar a iniciativa no front do V Corps. Em 28 de março Anderson lançou a 46ª Divisão, composta nesta época pela 138ª Brigada de Infantaria com a 128ª Brigada de Infantaria de reserva e reforçada pela fixação da 36ª Brigada de Infantaria, 1ª Brigada de Pára-quedistas e unidades francesas, incluindo uma equipe de especialistas da montanha Goumiers, apoiadas pela artilharia de duas divisões além de mais de recursos do Exército. Em quatro dias, conseguiram recapturar todos os terrenos perdidos anteriormente para a Divisão Manteuffel e pegaram 850 prisioneiros alemães e italianos no processo.
Em 7 de abril Anderson encarregou a 78ª Divisão de Infantaria com a limpeza da estrada Béja-Medjez. Apoiados pela artilharia e como apoio aéreo aproximado eles metodicamente avançaram 16 km em um terreno difícil da montanha durante os próximos 10 dias limpando a frente de 16 km de largura. 4ª Divisão de Infantaria foi introduzida pela primeira vez no combate a tomou posição à esquerda da 78ª Divisão e levando para Sidi Nisr.

## Rendição do Eixo
A saliencia em Medjez tinha sido aliviada e as estradas laterais na área da V Corps limpas para que Anderson consegui-se reverter toda a sua atenção às ordens que havia recebido em 12 de abril de Alexander para preparar um ataque em grande escala, prevista para 22 de abril de para ganhar Túnis.
Este estágio, aviões Aliados tinham sido transferidos para aeroportos na Tunísia para impedir o fornecimento aéreo de tropas do Eixo no Norte da África (Operação Flax) e um grande número de aeronaves de transporte alemães foram derrubados entre a Sicília e a Tunísia. Destróieres britânicos que operam a partir de Malta impediram o fornecimento marinhos, o reforço ou a evacuação da Tunísia por mar (Operação Retribution). Almirante Cunningham, comandante Naval da Força-Tarefa de Eisenhower, emitiu ordens à Nelsonian para seus navios: "Afundar, queimar, capturar, destruir. Não deixe nada passar".
Até 18 de abril, depois de ataques do Oitavo Exército do sul e flanqueiam ataques dos IX Corps e XIX Corps francês das forças alemãs, italianas haviam foram empurrados para uma linha defensiva na costa nordeste de Túnis, na tentativa de proteger suas linhas de fornecimento, mas com pouca esperança de continuar a batalha por muito tempo.

### Planos para a ofensiva final
Alexander planejou que, enquanto II Corps dos Estados Unidos atacariam no norte em direção à Bizerta, Primeiro Exército atacaria em direção à Túnis enquanto o Oitavo Exército atacaria pelo norte em direção à Enfidaville. Anderson iria coordenar as ações do Primeiro Exército e II Corps dos Estados Unidos, emitindo as ordens necessárias para alcançar este objetivo.
O plano de Anderson foi para o ataque principal para estar no centro do front da V Corps à Medjez, confrontando as principais defesas do Eixo. No entanto, IX Corps à direita seria o primeiro com ataque norte-leste, pela velocidade do movimento, a intenção de entrar por trás da posição de Medjez e rompendo suas reservas blindadas. II Corps dos Estados Unidos fariam um duplo impulso: um para capturar o terreno elevado no flanco esquerdo do V Corps e um segundo para Bizerta. XIX Corps francês seria retido até IX Corps e o Oitavo Exército se preparam na resistência e, em seguida, avançar em direção à Pont du Fahs.

### Batalha
As forças Aliadas haviam reorganizado. O avanço do Oitavo Exército no norte tinha "pisado fora" dos II Corps dos Estados Unidos para o leste da linha do front, permitindo que todo o Corps ser retirado e transferido para o extremo norte do front Aliado. Von Arnim sabia que uma ofensiva dos Aliados era iminente e lançou um ataque preventivo na noite de 20/21 de abril entre Medjez e Goubellat e também no front do IX Corps. A Divisão de Hermann Göring apoiada por tanques da 10º Divisão Panzer penetraram até 8 km em alguns pontos, mas não poderia forçar uma retirada geral e, finalmente, voltaram para suas linhas. Nenhuma perturbação séria foi causada aos planos dos Aliados, embora o primeiro ataque da ofensiva, pelo IX Corps, teve de ser adiado por quatro horas a partir das 04h00 de 22 de abril.
Na manhã de 22 de abril a 46ª Divisão atacada pelo front dos IX Corps criando um espaço suficiente para a 6ª Divisão Blindada para passar ao anoitecer. Eles foram seguidos pela 1ª Divisão Blindada, atingindo a leste nos próximos dois dias. No entanto, o progresso não foi rápido o suficiente para evitar a criação de uma tela forte antitanque que paralisou o seu progresso. No entanto, a sua ação tinha atraído as reservas blindadas do Eixo do sul, longe do front central. Vendo que nenhum progresso foi provável Anderson retirou a 6ª Blindada e a maior parte da 46ª Divisão de Infantaria da Reserva do Exército.
O V Corps fui atacado na noite de 22 de Abril e o II Corps dos Estados Unidos lançaram sua ofensiva nas primeiras horas de 23 de abril. Na sombria mão-de combate de Hermann Göring, 334ª Infantaria e a 15ª Divisão Panzer, levou as 1ª do V Corps, 4ª e a 78ª Divisão de Infantaria, apoiadas por tanques do Exército e concentrações de artilharia pesada, oito dias para penetrar 9,7 km e capturar maior parte das posições defensivas do Eixo. As baixas foram pesadas em ambos os lados, mas Anderson sentiu que um grande avanço era iminente.
Em 30 de abril tornou-se claro para Montgomery e Alexander que o ataque do Oitavo Exército ao norte de Enfidaville em terreno seguro e difícil não teria sucesso. Alexander Portanto, deu uma tarefa a Montgomery segurando e transferido 7ª Divisão Blindado britânica, 4ª Divisão de Infantaria indiana e a 201ª Brigada de Guardas do Oitavo Exército para o Primeiro Exército, (juntando 1ª Divisão Blindada que tinha sido transferido antes da ofensiva principal).
Os movimentos necessários foram concluídos na noite de 5 de maio. Anderson tinha organizado uma concentração simulada de tanques perto de Bou Arada sobre o front dos IX Corps para desviar a atenção da chegada da 7ª Blindado no setor Medjez. No evento, ele conseguiu uma medida considerável de surpresa quanto ao tamanho de sua força blindada quando o ataque foi realizado.

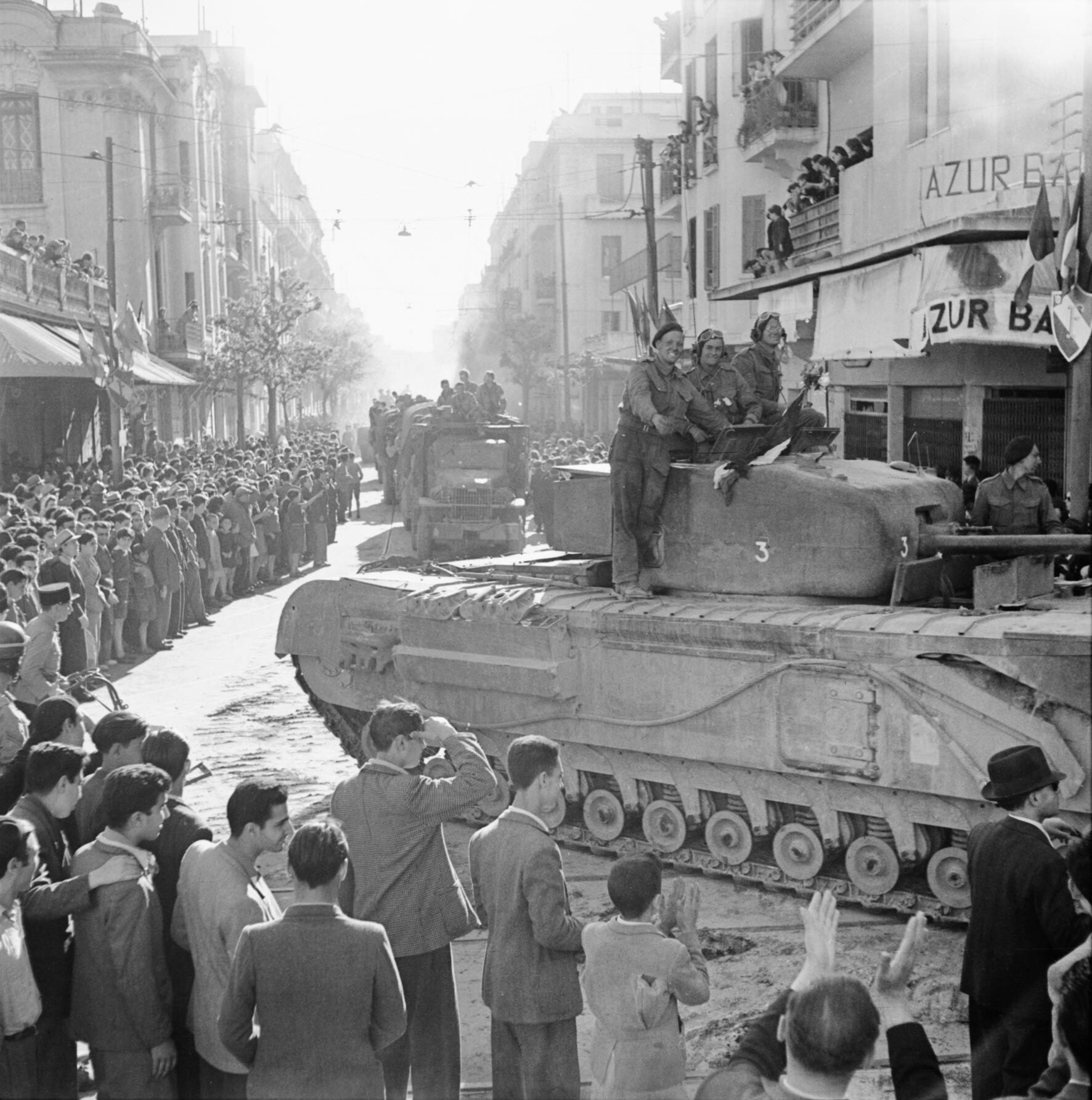
Tanques britânicos entrando em Tunis, a 8 de maio de 1943, após as forças do Eixo terem sido expulsas da região.

O ataque final foi lançado às 03h30 no dia 6 de maio pelo IX Corps britânico, agora comandado pelo Tenente-General Brian Horrocks que havia assumido desde o ferimento de John Crocker, V Corps de ter feito um ataque preliminar em 5 de maio para capturar um terreno elevado e protegido pelo flanco esquerdo dos IX Corps. A 4ª Britânica 4ª Divisão de Infantaria indiana, concentradas em um front estreito e apoiado por concentrações de artilharia pesada, rompeu um buraco nas defesas das 6ª e 7ª Divisão Blindada para passar. Em 7 de maio a Blindada britânica entrou em Túnis, e a infantaria americana do II Corps que continuou o seu avanço no norte do país, entrou em Bizerta. Seis dias mais tarde, a última resistência do Eixo na África terminou com a rendição de mais de 230 000 prisioneiros de guerra.

## Análise
Segundo o historiador Williamson A. Murray "A decisão de reforçar o Norte da África foi um dos piores erros de Hitler: na verdade, ele manteve o Mediterrâneo fechado por mais seis meses, com o impacto negativo sobre a situação do transporte dos Aliados, mas colocou algumas das melhores tropas da Alemanha numa posição indefensável de que, como Stalingrado, não haveria escapatória. Além disso, Hitler cometeu a Luftwaffe para lutar uma batalha de atrito em condições desfavoráveis, e sofreram perdas que não podiam repor."
Aposta desesperada do Eixo só tinha abrandado o inevitável, e a perda dos Estados Unidos em Kasserine poderia, paradoxalmente, ter sido a melhor coisa que poderia ter acontecido com eles. Com o Norte da África agora nas mãos dos Aliados, planejava-se rapidamente se virou para a invasão da Sicília e da Itália mais tarde.

## Citações
1. 1 2 3  Mitcham, Samuel (2010). Blitzkrieg No Longer: The German Wehrmacht in Battle, 1943. Mechanicsburg, Pa.: Stackpole Books. ISBN 9780811742061.
2. 1 2 3 4 5 6  Playfair, p.460
3. ↑  Atkinson, p. 536
4. 1 2  Playfair, p. 179
5. 1 2  Playfair, p. 186
6. 1 2  Playfair, p. 189
7. 1 2  Playfair, p. 278
8. 1 2  Playfair, p. 284
9. 1 2  Playfair, p. 355
10. 1 2  Playfair, p. 401
11. 1 2  Playfair, pp. 460-461
12. 1 2  Atkinson, p. 537
13. ↑  Playfair, p. 111.
14. ↑  Playfair, p. 114.
15. ↑  Playfair, pp. 151-152.
16. ↑  Playfair, p. 116.
17. ↑  Playfair, pp. 117-118.
18. 1 2  Playfair, p. 239.
19. 1 2 3  Anderson (1946), p. 2 (5 de novembro de 1946). «(Supplement) no. 37779. p. 5450» (PDF). The London Gazette (em inglês). Consultado em 27 de outubro de 2013
20. ↑  Playfair, p. 152.
21. 1 2  Watson (2007), p. 60
22. ↑  Anderson (1946), p. 4 (5 de novembro de 1946). «(Supplement) no. 37779. p. 5452» (PDF). The London Gazette (em inglês). Consultado em 27 de outubro de 2013
23. 1 2 3 4  Anderson (1946), p. 5 (5 de novembro de 1946). «(Supplement) no. 37779. p. 5453» (PDF). The London Gazette (em inglês). Consultado em 27 de outubro de 2013
24. ↑  Ford (1999), p. 17
25. ↑  Ford (1999), pp. 19-22
26. ↑  Ford (1999), p. 23
27. ↑  Ford (1999), pp. 23-25
28. ↑  Ford (1999), p.25
29. ↑  Ford (1999), p.28
30. ↑  Ford (1999), p. 40
31. ↑  Ford (1999), p37-38
32. ↑  Watson (2007), pp. 62–63
33. ↑  Anderson (1946), p. 6 (5 de novembro de 1946). «(Supplement) no. 37779. p. 5454» (PDF). The London Gazette (em inglês). Consultado em 27 de outubro de 2013
34. ↑  Ford (1999), p.50
35. ↑  Ford (1999), p.53-54
36. ↑  Playfair, p. 266.
37. ↑  Watson (2007), p. 64
38. ↑  Playfair, pp. 258-259.
39. ↑  Anderson (1946), p. 7 (5 de novembro de 1946). «(Supplement) no. 37779. p. 5455» (PDF). The London Gazette (em inglês). Consultado em 27 de outubro de 2013
40. 1 2 3 4  Anderson (1946), p. 8 (5 de novembro de 1946). «(Supplement) no. 37779. p. 5456» (PDF). The London Gazette (em inglês). Consultado em 27 de outubro de 2013
41. ↑  Watson (2007), p.67
42. ↑  Playfair, pp. 278-279.
43. ↑  Playfair, p. 279
44. 1 2  Watson (2007), p. 68
45. 1 2  Watson (2007), p.77
46. ↑  Anderson (1946), p. 9 (5 de novembro de 1946). «(Supplement) no. 37779. p. 5457» (PDF). The London Gazette (em inglês). Consultado em 27 de outubro de 2013
47. ↑  Playfair, p. 294.
48. ↑  Watson (2007), pp. 80–81
49. 1 2  Watson (2007), p. 82
50. ↑  Watson (2007), p.84
51. ↑  Watson (2007), pp. 86-87
52. ↑  Watson (2007), pp. 89-93
53. ↑  Watson (2007), p. 102
54. ↑  Watson (2007), p. 103
55. ↑  Watson (2007), p. 104
56. ↑  «BBC Peoples War website». Bbc.co.uk. Consultado em 1 de setembro de 2013
57. ↑  Watson (2007), p. 105
58. ↑  Watson (2007), pp. 106-107
59. ↑  Watson (2007), pp. 109-110
60. ↑  Playfair, p. 303,
61. 1 2  Playfair, p. 304.
62. ↑  Playfair, p. 305.
63. ↑  Playfair, pp. 315-316.
64. ↑  Playfair, p. 271.
65. ↑  Playfair, pp. 307-311.
66. ↑  Watson (2007), pp. 110-111
67. ↑  Watson (2007), pp.121 & 123
68. ↑  Cheal, Bill (1994). «Chapter 11: Into Battle (AT Wadi Akrit)». The War of a Green Howard, 1939 - 1945. The Friends of the Green Howards website. Consultado em 27 de outubro de 2013
69. ↑  Cheal, Bill (1994). «Chapter 12: Preparing». The War of a Green Howard, 1939 - 1945. The Friends of the Green Howards website. Consultado em 27 de outubro de 2013
70. ↑  Playfair, p. 326.
71. ↑  Playfair, p. 306.
72. 1 2  Playfair, p. 327.
73. 1 2 3  Anderson (1946), p. 10 (5 de novembro de 1946). «(Supplement) no. 37779. p. 5458» (PDF). The London Gazette (em inglês). Consultado em 27 de outubro de 2013
74. 1 2 3  Anderson (1946), p. 11 (5 de novembro de 1946). «(Supplement) no. 37779. p. 5459» (PDF). The London Gazette (em inglês). Consultado em 27 de outubro de 2013
75. 1 2 3  Anderson (1946), p. 12 (5 de novembro de 1946). «(Supplement) no. 37779. p. 5460» (PDF). The London Gazette (em inglês). Consultado em 27 de outubro de 2013
76. ↑  Mead, p.44
77. 1 2  Anderson (1946), p. 13 (5 de novembro de 1946). «(Supplement) no. 37779. p. 5461» (PDF). The London Gazette (em inglês). Consultado em 27 de outubro de 2013
78. ↑  Anderson (1946), p. 14 (5 de novembro de 1946). «(Supplement) no. 37779. p. 5462» (PDF). The London Gazette (em inglês). Consultado em 27 de outubro de 2013
79. ↑  Cambridge Illustrated History of Warfare editado por Geoffrey Parker ISBN 0-521-79431-5 page 322 (paperback version)